# الدوري الياباني لكرة القدم للسيدات 2015
الدوري الياباني لكرة القدم للسيدات 2015 هو موسم من الدوري الياباني لكرة القدم للسيدات. فاز فيه إن تي في بيليزا.